# نقل الكهرباء

شكل عام لشبكة توزيع الكهرباء.

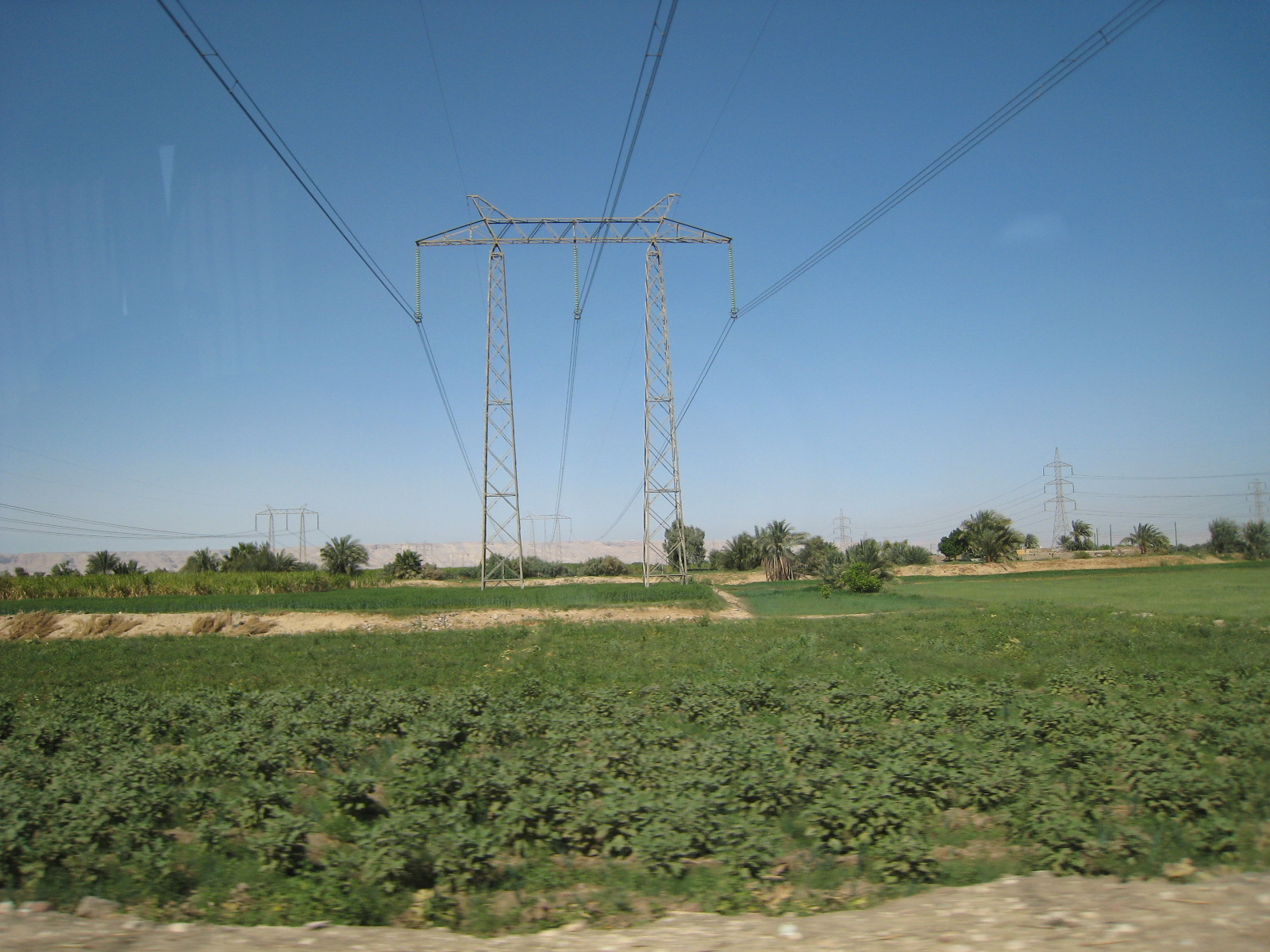
خط نقل بمحافظة الأقصر في صعيد مصر

نقل الكهرباء أو شبكة توزيع الكهرباء المقصود بها هي عملية نقل الطاقة الكهربائية التي ولدتها محطات الطاقة المختلفة إلى المستفيدين مباشرة، فيتم نقل الكهرباء عن طريق شبكة بشرط أن يتم تغذية كل مشترك على حدة، أي لا يكون بين المحطة والمستفيد مستفيد آخر. نقل الكهرباء كان يتم في بداية توليد الكهرباء عن طريق مد أسلاك توصيل بين المحطة والمشترك كما فعل طوماس أديسون في أول محطة طاقة تجارية في التاريخ والتي أنشأها في نيويورك سنة 1882. لكن مع التوسع العمراني وزيادة الطلب واضطرار المحطات إلى الخروج من المدن لتفسيح المكان لبناء المساكن والمباني، واصل المعنيون نقل الطاقة بنفس الطريقة التقليدية لكن الأمر الذي استجد لاحقا بسبب ابتعاد المحطات عن المستهلكين أصبح المد بالطريقة العادية لم يعد مجديا ولاعمليا لإن فقد الجهد الكهربي الحاصل بسبب طول المسافة كان كبيرا . ثم ابتكرت طريقة رفع الجهد الكهربي من المحطة، الأمر الذي ولد مشكلة جديدة لها علاقة باستقرارية نظام التوليد فكان يجدر هنا بالباحثين السعي خلف وسيلة فريدة من نوعها تنفض الطريقة القديمة وتحل مكانها، ومن هذا السبب كان نقل الكهرباء علما قائما بذاته يتعلق بمحورين هامين للغاية بالنسبة له وهو إيجاد الوسيلة التي تقلل الفقد الكهربي وو تسبغ الاستقرارية على النظام فتضفي أمان كهربائي.
خطوط النقل الكهربائية (Electrical Transmission Lines)

## نظام النقل

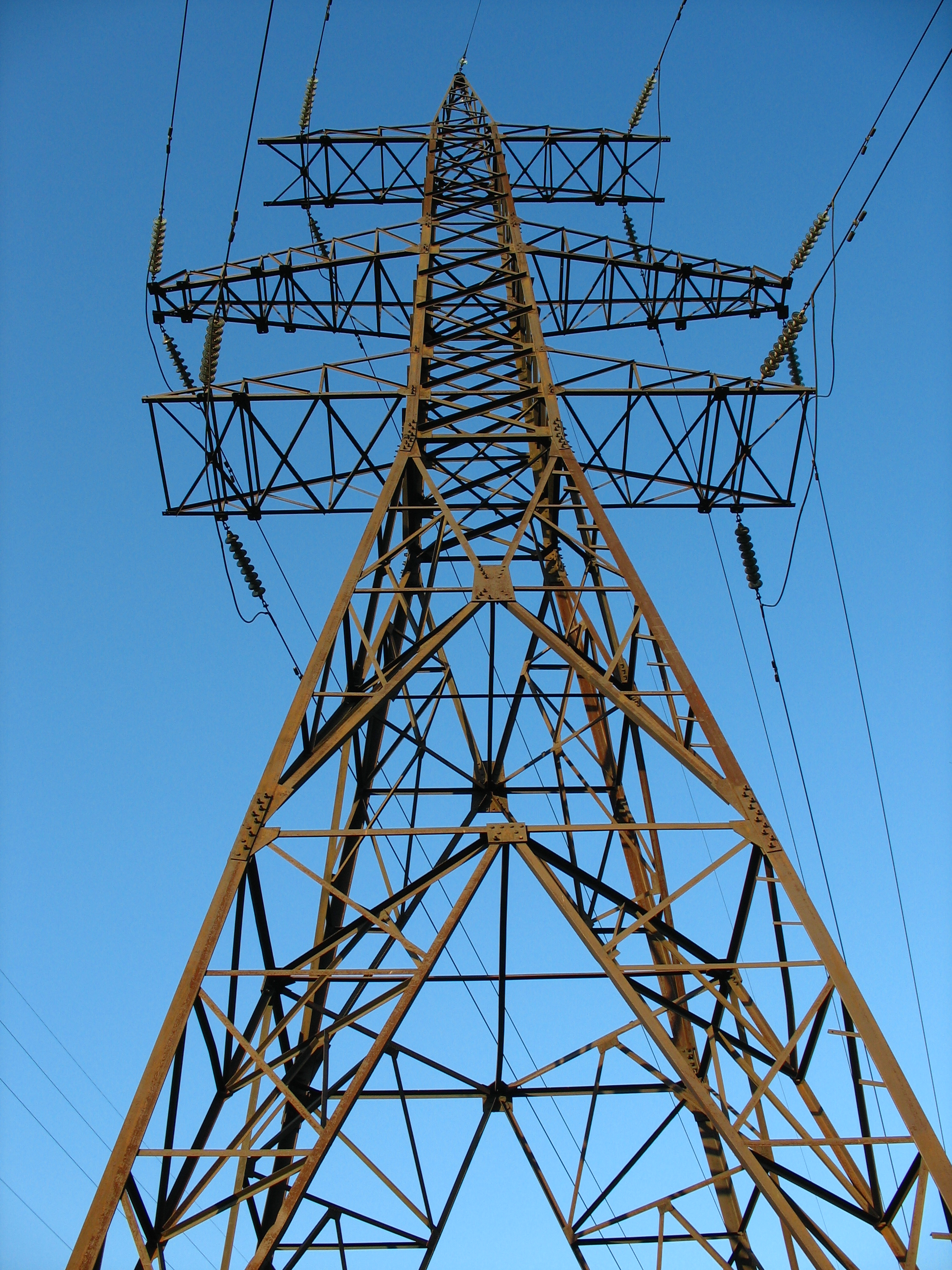
برج نقل

يتكون نظام نقل الكهرباء من عدة عناصر أهمها :
- خطوط النقل محمولة على أبراج كهرباء أو مدفونة مقل كابل تحت الأرض.
- المحولات الكهربائية بنوعيها الرافع للجهد والخافض.
- المحطات الفرعية.

تستعمل الأغلبية الساحقة من الدول تيار متعدد الأطوار لنقل الكهرباء وأكثرها تيار ثلاثي الأطوار أو
تيار ثلاثي الأسلاك والتيار المستعمل هنا هو التيار المتردد منذ سبب خسارة أديسون في حرب التيارات. ويسير التيار من المصدر في مستويات جهد عالية جدا لتقليل التيار الجاري في الكابلات فيقل الفقد الكهربي . يصل الجهد العالي 100.000 فولط أو أعلى من ذلك للنقل على مسافات كبيرة . وعن طريق محولات تخفض محولات كهربائية متتالية إلى جهد 10.000 فولط وإلى أقل من ذلك . وتتراوح قيمة الجهد على خطوط النقل الكهربي من 110 فولت للاستخدام في البيوت إلى 760 كيلو فولت للاستخدام في المصانع ما يحتم وجود وسائل الحماية الكهربائية مثل وسائل تجنب التيار العالي ووسائل تجنب الجهد العالي.
الجدير بالذكر أن تيار الجهد العالي المستمر يستعمل كذلك في نقل الطاقة بواسطة الخطوط الكهربائية عبر المسافات الطويلة جداً لتقليل التكلفة والفقد الكهربائي.
إن التعامل مع أوساط وتكنولوجيات متعددة لحمل الإشارات التلفونية من مكان لآخر يسمى التراسل .(علبة سرعة)
وتوجد أوساط تراسليه عديدة والتي تستعمل لإرسال الإشارات التلفونية وغيرها، وبعض
هذه الأوساط يمكنها حمل إشارة واحدة، بينما الأوساط الأخرى يمكنها حمل إشارات كثيرة متعددة بحيث تكون (تضميم) مع بعضها البعض خلال الإرسال المتعدد بتقسيم التردد (FDM) أو الإرسال المتعدد بالتقسيم الزمني.

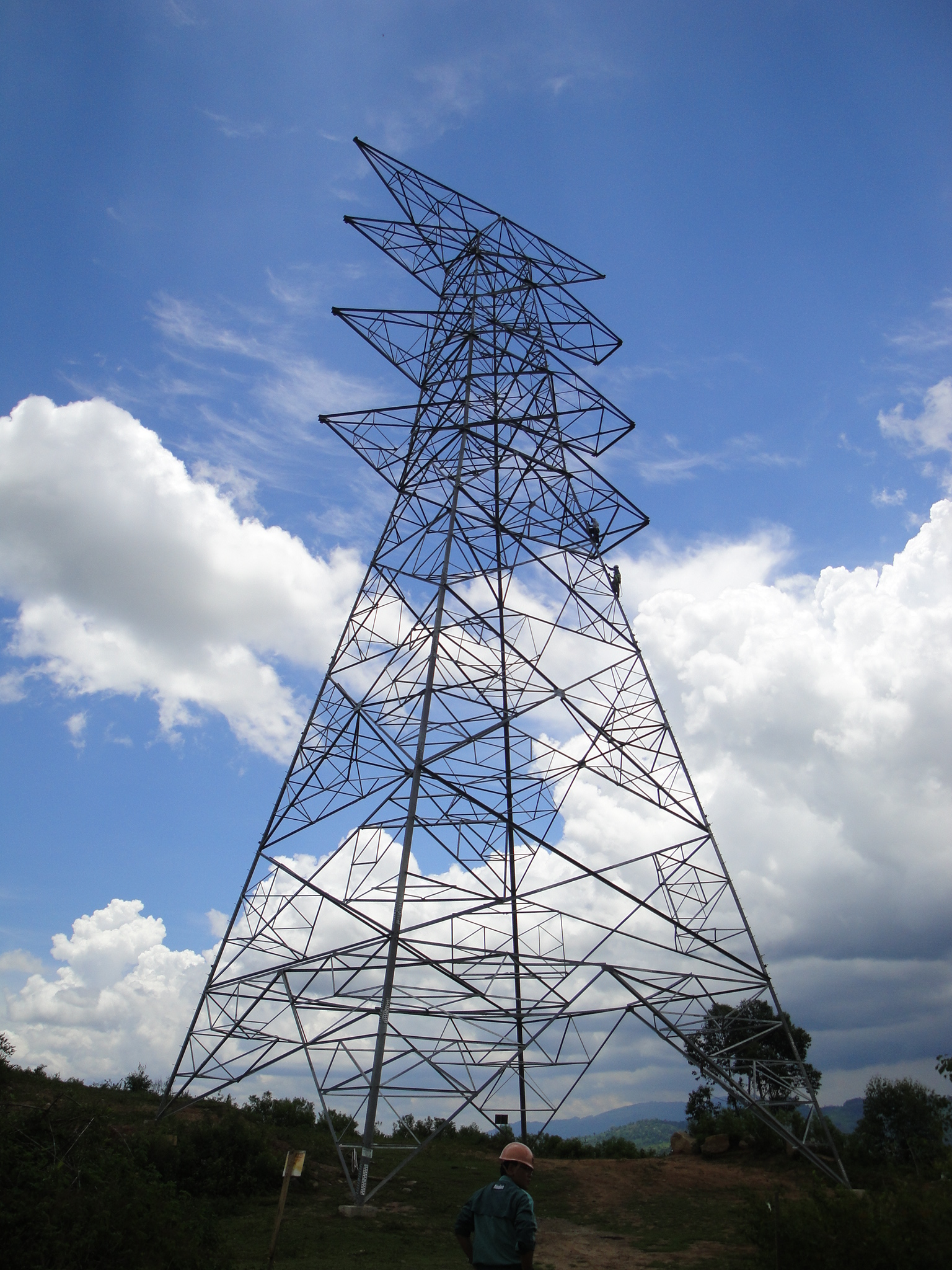

## هنالك نوعان شائعان في استخدام خطوط النقل وهما

### الخط المحوري غير المتزن
و يستخدم الخط المتزن حيث تكون الخاصية المتزنة مطلوبة مثل التوصيل بين مستقبل التلفزيون و Folded-Dipole Antenna بينما يستخدم الخط المحوري حيث تكون الخاصية الغير متزنة مطلوبة مثل الربط بين محطة الإذاعة والهوائي الأرضي وكذلك تستخدم للترددات العالية .UHF
و كذلك لنقل موجات الميكروويف μ wave وذلك لتجنب الإشعاع من خط النقل نفسه.
من المعروف انه توجد مسافة بين كل من جهاز الإرسال أو الاستقبال والهوائيات و لكي
تنقل قدرة الإشارة ذات التردد الراديوي من جهاز الإرسال إلى الهوائيات أو من الهوائيات إلى جهاز الاستقبال لابد من استخدام ما يسمى بخطوط النقل
خط نقل كهرباء أو ما يطلق عليها بخطوط التغذية Feeder lines.
أي انه بإيجاز يمكن تعريف خط النقل بأنه :
وسيلة أو وسط النقل بين أي نقطتين في أي اتصال .

## يوجد العديد من أنواع خطوط النقل
1) السلكان المتوازيان المزدوجان . Parallel-two wire line
2) السلك المزدوج المحمي . Two-wire ribbon type line
3) السلك المجدول . Twisted pair
4) السلك المزدوج المحمي بشبكة نحاسية
ولا تستعمل طرفا في التوصيل . Shielded pair
5) السلك المزدوج تكون والشبكة أحد طرفي التوصيل . Air coaxial-flexible

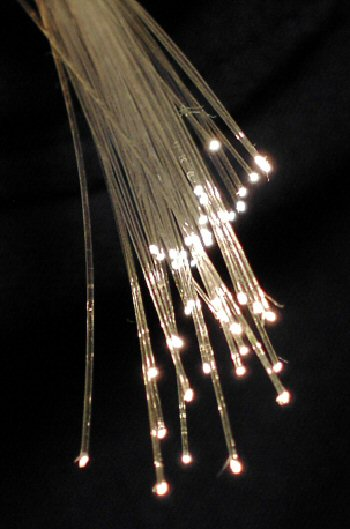
Fiber optic

6) موجه الموجة أو دليل الموجة . موجه الموجات
7) الألياف الضوئية . ليف بصري
فيما يلي توضيح لكل نوع :

### السلك المزدوج غير المحمي
إن هذا النوع من الخطوط يتكون من سلكين بينهما مسافة تتراوح من 4/ 1 إلى 6 inch
وهو يستخدم في نقل القدرة والتلفون و التلغراف وميزة هذا الخط انه:
بسيط التركيب ومن مساوئه الفقد العالي بسبب الإشعاع والتقاطه للشوشرة نتيجة نقص الغلاف وسبب الفقد هو أن التيار ينتقل في طرف والجهد في الطرف الآخر وبسبب التغير الحادث للجهد أو التيار تتغير المجالات وبالتالي كل موصل سيعمل كهوائي بث.

### سلك مزدوج محمي
و هو يشبه في خواصه النوع السابق ولكن يتغير عنه بالطبقة العازلة وهي من مادة البولي ايثيلين Polyethylene وهو بالتالي اقل نسبة في الفقد الإشعاعي.

### السلك المجدول

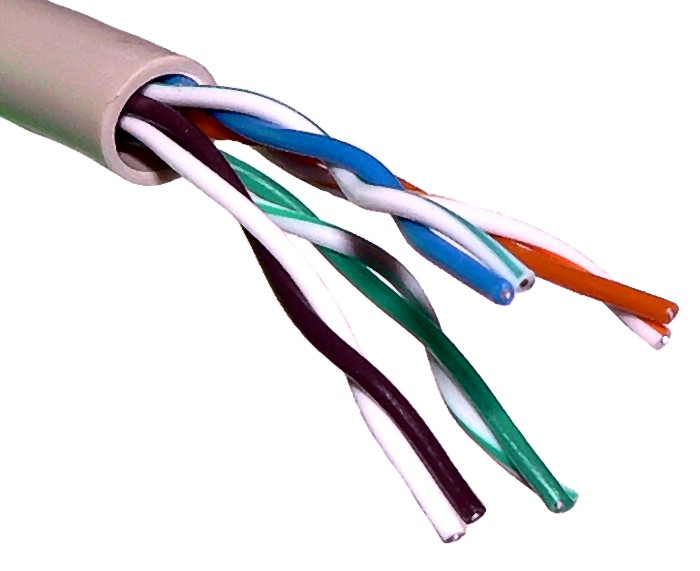

هذا الخط يتكون من سلكان معزولان ومجدولان ليشكلان خط مرن بدون استخدام فاصل بينهما . و يستخدم في نقل الترددات العالية جدا ذلك لحدوث فقد فيه كذلك من المعروف أن الرطوبة لها تأثير قوي عليه مما يؤدي إلى انعدام قدرته على النقل بعد فترة .
عبارة عن زوج من السلك المعزول مجدول مع بعضه ليعطي لفة كاملة كل 2 إلى 6 بوصة. والعزل من البلاستيك عادة،. ويتراوح قطر السلك بين 0,016 بوصة (gauge) 26 , 0,036 بوصة (gauge) 19 .
وتجمع كثير من الأزواج المجدولة مع بعضها في كابل واحد، مغلف عادة بالبلاستيك مع أن الكوابل القديمة كانت تغلف بالرصاص، يمكن تجميع من 6 إلى 2700 زوج من الأسلاك مع بعضها في كابل أزواج واحد، ويتغير قطر السلك (gauge) مع عدد الأزواج المجدولة التي يحتويها الكابل، وتستعمل أسلاك أدق في الكوابل ذات السعة الأكبر. ويمكن مد كابل الأزواج على أعمدة، أو دفنه تحت الأرض أو يركب في مجرى ويحتوي المجرى على قوالب خرسانية كبيرة بفتحات يمر خلالها الكابل، ويدفن المجرى تحت الأرض. وميزة المجرى أن الكابل يمكن تغييره بدون حفر الشوارع، ويتم ببساطة بجذب الكابل القديم ووضع الكابل الجديد مكانه.
والأسلاك الدقيقة (الرفيعة) في كابل الأزواج تعطي فقد أكثر من السلك المفتوح.
وأكبر قطر في الأسلاك guage) 19) يعطي فقد 1,1 ديسيبل لكل ميل تقريباً عند التردد 1000 هيرتز .أي ما يعادل kHz 1 وكوابل الأزواج المنتشرة بها 2700 زوج أسلاك، و 1800 زوج، و 110 زوج أسلاك .
مشكلة الأزواج الكثيرة هي أن الأسلاك كلها ممدودة بالتوازي مع بعضها بمسافات قريبة حيث يمكن تسرب الإشارة الكهربائية من أحد الأزواج للزوج الآخر. وهذا التأثير يسمى التسمع أو التشويش الداخلي (cross–talk) وتستعمل كوابل الأزواج كثيراً لخطوط المشتركين، وكذلك بين السنترالات المحلية والمكاتب المركزية. ويستعمل تراسل الحزمة والتراسل المتعدد بتقسيم التردد التماثلي والتراسل المتعدد بالتقسيم الزمني الرقمي يستعملان في كوابل الأزواج في تراسل .(TRUNK)

### السلك المزدوج المحمي بشبكة
وهو عبارة عن سلك يأخذ الشكل الدائري وهو يتكون من سلكين معزولين ومجدولان ليشكلان خط مرن بدون استخدام فاصل بينهما وهذا النوع لا يستخدم في نقل الترددات العالية جدا وذلك لحدوث فقد فيه كذلك من المعروف أن الرطوبة لها تأثير قوي عليه مما يؤدي إلى انعدام قدرته على النقل بعد فترة .

### السلك المزدوج الذي تكون الشبكة أحد طرفي التوصيل فيه
وهذا النوع تكون الشبكة فيه أحد طرفي التوصيل بالاضافه إلى الحماية وينقسم إلى نوعين:
1 -النوع الصلب. Rigid Co-axial Dielectric
2 -النوع المرن أو اللين. Flexible Air Dielectric
التراسل التماثيلي المتعدد بواسطة الكابل المحوري تم استعماله عام 1944 بواسطة نظام Bell للتراسل التلفوني بعيد المدى.
ويتم تعدد عدد من دوائر الصوت ذات الاتجاه الواحد ترددياً مع بعضها باستعمال الحزمة الجانبية الواحدة بتعديل الاتساع بالحامل المخمد على كابل محوري واحد. ويقوم كابلين من هذا النوع بعمل زوج ذو اتجاهين، مع كل كابل يؤدي تراسل في اتجاه واحد.
وبوضع عدد من أزواج الكابل المحوري مع بعضها في كابل واحد لعمل نظام تراسلي كلي. وقطر كل كابل محوري يبلغ 3/8 بوصة. وحيث أن سعة كل زوج محوري كبيرة جداً، يحفظ زوج واحد في النظام كله كاحتياطي للاستعمال في حالة الأعطال لأي من الأزواج التي في الحزمة. التركيب الفيزيائي للنوعين هو واحد الكابل المحوري الصلب يتركب من موصل موضوع بمحور متحد مع موصل خارجي والموصل الداخلي معزول عن الموصل الخارجي بواسطة فواصل على مسافات منتظمة الفواصل العازلة مصنوعة من البيولي استرين Polystyrene أو أي مادة أخرى لها خاصية العزل والفقد في هذا النوع قليل عند الترددات العالية.
كذلك المجال الكهربائي والمغناطيسي في الخطين المتوازيين تصل الطرف الآخر وهي ذو قدرة عالية وكذلك في حال الصواعق الكهربائية تقوم الطبقة النحاسية بواجب الحماية ولا يكون هناك اثر ملحوظ على المعلومات باستثناء تشويش بسيط ويحتوي هذا السلك على مقاومة وسعوية و حثية وموصلية.
من مساوئ هذا النوع:
1) مكلف في التصنيع.
2) يجب وضعه في مكان أو وسط جاف لمنع أي فقد زائد بين الموصلين.

### المعاوقة الموجيةCharacteristic impedance

Characteristic impedance

أي دائرة تحتوى علي مجموعة من المعاوقات المتصلة علي التوالي والتوازي يجب أن يكون لها معاوقة داخلة .Input Impedance [الإنجليزية]
بالنسبة لخط النقل تعتمد المعاوقة علي:-
*نوع خط النقل
*طول خط النقل
*نوع المقاومة علي نهاية الخط
الخط الممتد يمكن أن يوضح بواسطة عدد لا نهائي من المحثات والمكثفات و إذا كان هناك فرقا في الجهد في الخط فان التيار سوف يمر بشكل مستمر، أي انه يجب وجود فرقا في الجهد على الخط لكي يسرى التيار.
إذا كان الخط منتظم المعاوقة في أي جزء من أجزائه فانه سوف يكون للتيار قيمة وبناء على ذلك إذا كان التيار وفرق الجهد على الخط محددان فان المعاوقة يمكن إيجادها بواسطة قانون اوم وهذه المعاوقة تم إيجادها وتعرف على أنها المعاوقة الموجية على الخط .
الرمز الذي يعبر عن المعاوقة الموجية ZO, إذا قيست المعاوقة الموجية للخط عند أي نقطة على الخط وكانت تساوي المعاوقة الموجية عند أي نقطة على الخط فان المعاوقة الموجية تعرف أحيانا على أنها.Surge Impedance
السعة الموزعة يمكن ملاحظتها متصلة مع الدائرة، والمقاومة المحددة علي الخط تساوي المعاوقة الموجية للخط.
و يمكن تعريف المعاوقة علي أنها المعاوقة المقاسة عند مدخل الخط عندما يكون طول الخط لانهائي. و عند ربط معاوقة علي نهاية الخط مساوية للمعاوقة عند المدخل Zin =Zout فان اعلي قيمة للطاقة تنتقل من بداية الخط حتى نهايته بمعني انه لنقل قيمة طاقة الإشارة عند المدخل بكامل قدرتها يجب أن يحتوي المخرج علي معاوقة مساوية لمعاوقة المدخل .
وإذا كان الخط لا نهائي الطول فان جميع الطاقة المغذية سيتم امتصاصها، حيث أن الجهد والتيار يتلاشيان وذلك لان هبوط في الجهد يحدث خلال محث و كذلك تسرب للتيار خلال .مكثف (كهرباء)

## اقرأ أيضا
- كبل اتصالات بحري
- كابل قوى
- طاقة كهربائية
- توليد الكهرباء
- الاستهلاك المنزلي للطاقة
- شبكة حرارية
- شبكة ذكية
- أخطار الكهرباء
- جهد بين الرجلين
- خط نقل
- خط جهد عالي
- تيار الجهد العالي المستمر
- شبكة فائقة
- شبكة ذكية موحدة
- تسلا ميغاباك